# Filthy Riddim
Der Filthy Riddim ist ein Dancehall-Riddim, der Ende der 1990er und Anfang der 2000er größere Bekanntheit erlangte. Produziert wurde der Riddim 1998 von dem jamaikanischen Produzenten Haldane ‘Danny’ Browne. Der jamaikanische Deejay Mr. Vegas veröffentlichte auf dem Riddim zwei Songs. Davon war der Song Heads High sein bislang größter Erfolg. Ein weiterer bekannter Song auf dem Riddim ist Breeze Off von Lady G. In Deutschland erlangte der Riddim vor allem Bekanntheit durch das Mixtape Seven Inch Biznizz von DJ Dynamite von der Hip-Hop-Band Dynamite Deluxe, welches 1998 auf dem Label Eimsbush veröffentlicht wurde.

## Beschreibung
Der Filthy Riddim ist ein digital produzierter Riddim. Die Originalgeschwindigkeit beträgt 143,1 Bpm. Die Basis bildet eine von einem Banjo gespielte, monotone Melodie, die von einem ebenso monotonen Beat begleitet wird. Dieser ist ein 4/4 Takt und besteht aus jeweils 2 tiefen, leicht hallenden Tönen einer Tuba. Sie dominieren den darunter liegenden Bassdrum, der ebenfalls zweimal zeitgleich anschlägt. Den dritten Taktschlag bildet eine scharf klingende Snare. Der Beat und die Melodie setzten während des Verlaufs abwechselnd immer wieder aus und bilden so den Rhythmus. Während der Diminuendos treten eine Melodie eines hohen Blasinstrumentes und ein veränderter Verlauf der Bassdrum ein. Begleitet wird der Riddim von elektronischen Soundeffekten.

## Künstler/Song
| Interpret                | Titel                      | Jahr |
| ------------------------ | -------------------------- | ---- |
| Haldane ‘Danny’ Browne   | Filthy Riddim Instrumental | 1998 |
| Beenie Man               | Do You Wanna Dis           | 1998 |
| Buccaneer                | Tek It Easy (Cheesy)       | 1998 |
| Buju Banton              | Up Close And Personal      | 1998 |
| Buju Banton & Beenie Man | Woman A Sample             | 1998 |
| Chrissy D.               | Big Timer                  | 1998 |
| General Degree           | Sweet Cologne              | 1998 |
| General Degree           | Traffic Blocking           | 1998 |
| Goofy                    | Somebody Just Poop         | 1998 |
| Hawkeye                  | Vex If You Waan Vex        | 1998 |
| Lady G                   | Breeze Off                 | 1998 |
| Mr. Vegas                | Heads High                 | 1998 |
| Mr. Vegas                | Wuk The Money              | 1998 |
| Pinchers                 | Yagga Yah                  | 1998 |
| Red Rat                  | Ah Fi Who Gal              | 1998 |
| Sean Paul                | Nah Get Nuh Bligh          | 1998 |
| Spragga Benz             | She Nuh Ready Yet          | 1998 |
| Tanya Stephens           | Draw Fi Mi Finger          | 1998 |